# 이태근 (1947년)
이태근(李泰根, 1947년 12월 1일~)은 대한민국의 정치인이다. 제40·41·42대 경상북도 고령군수(민선 2·3·4기)를 지냈다. 경상북도 성주군 출생이다. 군수 재직 이전에는 고령경찰서 청소년지도위원회 위원장 등을 지냈다.

## 약력
- 1960 성주 월항초등학교(졸업)
- 1963 성주중학교(졸업)
- 1966 대구고등학교(졸업)
- 1973 영남대학교 철학과(재학)

## 경력
- 1985.01~1985.12 고령청년회의소 회장
- 1985.04~1998.05 고령군새마을지회 지회장
- 1986.01~1986.12 경북지구 청년회의소 상무위원(재정실장)
- 1987.01~1987.12 경북지구 청년회의소 연수원 교수
- 1987.01~1987.12 사단법인 한국청년지도자 중앙강사
- 대한통운 고령출장소장
- 1991.07~1995.06 경상북도의회 의원
- 1997.01~1999.02 고령군 유도협회장
- 1997.08~1998.10 고령경찰서 청소년지도위원회 위원장
- 1998.07.01~2010.06.30 제40~42대 경북 고령군수(3선, 한나라당)

## 역대 선거 결과
|  | 100.00% |

|  | 59.22% |

|  | 52.93% |

| 전임 이진환 | 제40·41·42대 경상북도 고령군수 1998년 7월 1일~2010년 6월 30일 | 후임 곽용환 |